# Diocese de Raigarh
A Diocese de Raigarh (Latim:Dioecesis Dioecesis Raigarh) é uma diocese localizada no município de Raigarh, no estado de Chatisgar, pertencente a Arquidiocese de Raipur na Índia. Foi fundada em 13 de dezembro de 1951 pelo Papa Pio XII. Com uma população católica de 74.037 habitantes, sendo 5,0% da população total, possui 25 paróquias com dados de 2020.

## História
Em 13 de dezembro de 1951 o Papa Pio XII cria a Diocese de Raigarh-Ambikapur através dos territórios da Diocese de Nagpur e da Diocese de Ranchi. Em 1977 a Diocese de Raigarh-Ambikapur é dividida em duas, sendo a Diocese de Raigarh e a Diocese de Ambikapur. Em 2004 a Diocese de Raigarh tem sua província eclesiástica alterada, passando de Bhopal para Raipur. Em 2006 a diocese perde território para a formação da Diocese de Jashpur.

## Lista de bispos
A seguir uma lista de bispos desde a criação da diocese em 1951.
|                             | Nome               | Período           | Notas                             |
| Bispos de Raigarh           | Bispos de Raigarh  | Bispos de Raigarh | Bispos de Raigarh                 |
| --------------------------- | ------------------ | ----------------- | --------------------------------- |
| 3º                          | Paul Toppo         | 2006 - atual      |                                   |
| 2º                          | Victor Kindo       | 1985 - 2006       | Nomeado bispo de Jashpur          |
| 1º                          | Francis Ekka       | 1977 - 1984       | Faleceu no cargo                  |
| Bispos de Raigarh-Ambikapur |                    |                   |                                   |
| 3º                          | Francis Ekka       | 1971 - 1977       | Nomeado bispo dessa diocese       |
| 2º                          | Stanislaus Tigga   | 1957 - 1970       | Faleceu no cargo                  |
| 1º                          | Oscar Sevrin, S.J. | 1951 - 1957       | Nomeado bispo de Mossyna, Turquia |